# Kristotomus occipitis
Kristotomus occipitis là một loài tò vò trong họ Ichneumonidae.